# Ardelia Ripley Hall
Pour les articles homonymes, voir Ripley et Hall.
Ardelia Ripley Hall, née le 4 décembre 1899 à Weymouth (Massachusetts) et morte le 4 septembre 1979 à Greenfield (Massachusetts), est une personnalité américaine, chargée des affaires culturelles au département d'État des États-Unis entre 1946 et 1964, où elle se spécialise dans la restitution des œuvres d'art spoliées sous le Troisième Reich après la Seconde Guerre mondiale.

## Biographie
Elle étudie au Smith College, où elle obtient un bachelor, et à l'université Columbia, où elle obtient un master.
En 1945, elle est nommée consultante à la division de la coopération culturelle du Japon et de la Corée, assurant la liaison entre les commissions Roberts (en) et les officiers du Monuments, Fine Arts, and Archives program (MFAA) créés pendant la guerre du Pacifique. Après avoir brièvement travaillé pour la MFAA en Europe, elle devient chargée des affaires culturelles au département d'État, où elle reste jusqu'à sa retraite en 1964. Elle est décrite comme ayant été « la force motrice » du département d'État pour les restitutions d'après-guerre.
Elle travaille en collaboration avec deux autres spécialistes de la restitution des œuvres d'art, la française Rose Valland et l'autrichienne Evelyn Tucker.

## Sources
- (en) Cet article est partiellement ou en totalité issu de l’article de Wikipédia en anglais intitulé « Ardelia Ripley Hall » (voir la liste des auteurs).